# Surettahorn
Surettahorn (wł.: Punta Nera) – szczyt w paśmie Oberhalbsteiner Alpen, w Alpach Retyckich. Leży na granicy między Szwajcarią (Gryzonia), a Włochami (Lombardia). Surettahorn leży w masywie górskim, którego jest najwyższą kulminacją. Oprócz niego wyróżnia się w tym masywie następujące szczyty: Punta Rossa (3015 m), Punta Bianca i Punta Adami (2987 m).
Pierwszego wejścia, 18 lipca 1869 r., dokonali Arnold Baltzer i Georg Trepp.